# Cardiomyopathie
 (juillet 2015).
Si vous disposez d'ouvrages ou d'articles de référence ou si vous connaissez des sites web de qualité traitant du thème abordé ici, merci de compléter l'article en donnant les références utiles à sa vérifiabilité et en les liant à la section « Notes et références ».
 Mise en garde médicale
Une cardiomyopathie ou myocardiopathie (littéralement, maladie du muscle cardiaque) correspond à un groupe hétérogène de maladies touchant le myocarde, responsable d'un dysfonctionnement de ce muscle.
Les cardiomyopathies peuvent avoir une origine extrinsèque (secondaire à une pathologie extérieure au muscle cardiaque) ou intrinsèque (par atteinte primitive du muscle cardiaque).
À terme, les sujets atteints risquent une insuffisance cardiaque, des troubles du rythme ou une « mort subite ».

## Symptômes
Les cardiomyopathies peuvent être asymptomatiques (n'entraînant aucun signe clinique) ; elles peuvent également être responsables d'asthénie, de dyspnée (essoufflement), rarement de douleurs thoraciques, de tachycardie et autres troubles du rythme cardiaque.

## Les cardiomyopathies d'origine extrinsèque
Dans ce groupe de cardiomyopathies, la pathologie responsable de l'atteinte musculaire cardiaque se situe en dehors du myocarde.
Elle peut être d'origine cardio-vasculaire : la plus connue est la cardiomyopathie d'origine ischémique (cardiopathie ischémique). L'atteinte musculaire cardiaque peut également être liée à une cardiopathie congénitale, une cardiopathie d'origine hypertensive ou d'origine valvulaire, au décours d'une myocardite.
Elle peut être aussi d'origine systémique : il peut s'agir d'une maladie métabolique (par surcharge en fer dont l'hémochromatose, amylose, diabète, hyperthyroïdie), une maladie auto-immune (lupus, sclérodermie, périartérite noueuse).
Elle peut également résulter d'une prise de toxiques (alcool le plus souvent), drogues, chimiothérapie anticancéreuse ou survenir dans le cadre d'une malnutrition.

## Les cardiomyopathies d'origine intrinsèque
Une cardiomyopathie intrinsèque est liée à une atteinte directe du muscle cardiaque, aucune cause externe n'est identifiée. Pour pouvoir parler de cardiomyopathie intrinsèque, il faut que soit d'abord exclue (entre autres choses) toute atteinte significative des artères coronaires.
Les cardiomyopathies de stress et les cardiomyopathies rythmiques entrent dans ce cadre. La cardiomyopathie du peripartum est un cas particulier, la cause étant manifestement extrinsèque mais les raisons pour l'instant obscures.

## Classification
Il existe quatre grands groupes de cardiomyopathies : 
- la cardiomyopathie hypertrophique (avec ou sans obstruction) touche 1 personne sur 500 soit 0.2% de la population, est de loin la forme la plus fréquente de cardiomyopathies, affection génétique liée à de multiples mutations de gènes codant les protéines sarcomériques (unité de base des fibres musculaires). Dans cette forme, le muscle cardiaque est hypertrophié, ce qui peut engendrer un obstacle au flux sanguin et altérer la contraction du muscle.
- la cardiomyopathie dilatée touche 1 personne sur 2500 ; est une des indications principales de transplantation cardiaque. Dans cette forme, les cavités cardiaques (principalement le ventricule gauche) sont dilatées et la fonction cardiaque diminuée. Approximativement 40 % des formes sont héréditaires, elles peuvent également être liées à l'alcool, notamment l'alcoolisation fœtale.
- la cardiomyopathie ventriculaire droite arythmogène (encore appelée dysplasie ventriculaire droite arythmogène) liée à des perturbations électriques cardiaques, secondaires au remplacement des cellules musculaires cardiaques par des cellules adipeuses.
- la cardiomyopathie restrictive ; la paroi des ventricules a perdu sa souplesse (diminution de la compliance) et résiste au flux sanguin normal[2].

## Prise en charge
Le traitement dépend du type de cardiomyopathie. Le but du traitement est de soulager les symptômes. Il inclut un traitement médical et parfois l'implantation d'un stimulateur cardiaque voire un défibrillateur automatique implantable. Certains sujets nécessiteront une transplantation cardiaque.